# Angelica edulis
Angelica edulis là một loài thực vật có hoa trong họ Hoa tán. Loài này được Miyabe ex Y.Yabe mô tả khoa học đầu tiên năm 1902.